# F. W. Schröder-Schrom
F. W. Schröder-Schrom, de son vrai nom Franz Wilhelm Emil Schröder (né le 31 mai 1879 à Francfort-sur-le-Main, mort le 10 mai 1956 à Berlin) est un acteur allemand.

## Biographie
Après sa formation, il a son premier engagement en 1900 à Hambourg. Il joue ensuite à Hanovre, Brême, Francfort puis Munich, au Bayerisches Staatsschauspiel.
En 1922, il s'installe à Berlin et commence au cinéma. Dans les années 1930 et 1940, il incarne dans de nombreux petits rôles une personne d'autorité comme les commissaires, les médecins, les administrateurs, les juges et les professeurs.
Après la Seconde Guerre mondiale, il se consacre au théâtre. Il joue au Tribüne am Knie et fait des tournées.

## Filmographie
| - 1920 : Ewiger Strom de Johannes Guter - 1921 : Die Frau von morgen - 1924 : Rosenmontag - 1925 : Der Hahn im Korb - 1925 : Wallenstein, 1. Teil - Wallensteins Macht - 1925 : Der Mann im Sattel - 1928 : Don Juan in der Mädchenschule - 1932 : Nous les mères (Das erste Recht des Kindes) de Fritz Wendhausen - 1932 : Le Front invisible - 1932 : Acht Mädels im Boot - 1932 : Marschall Vorwärts - 1932 : Trenck - 1932 : Die elf Schill'schen Offiziere de Rudolf Meinert - 1933 : Fin de saison de Robert Siodmak - 1933 : Moral und Liebe - 1933 : Die Nacht im Forsthaus - 1933 : Tausend für eine Nacht - 1933 : Der Traum vom Rhein - 1933 : Glück im Schloß - 1933 : Mädels von heute - 1934 : Dr. Bluff - 1934 : Csibi, der Fratz - 1934 : Grüß' mir die Lore noch einmal - 1934 : Ich kenn' dich nicht und liebe dich - 1934 : Ihr größter Erfolg - 1934 : Jede Frau hat ein Geheimnis - 1934 : Die Liebe und die erste Eisenbahn - 1934 : Peer Gynt - 1934 : Le Fils prodigue de Luis Trenker - 1934 : So endete eine Liebe - 1935 : Künstlerliebe - 1935 : Leichte Kavallerie - 1935 : Nacht der Verwandlung - 1935 : Vergiss mein nicht - 1935 : Die Heilige und ihr Narr - 1935 : Der Mann mit der Pranke - 1935 : Der stählerne Strahl - 1936 : Schloss Vogelöd - 1936 : Allotria - 1936 : Aufmachen, Kriminalpolizei - 1936 : Das Gäßchen zum Paradies (de) - 1936 : Hilde Petersen postlagernd - 1936 : Das Ochsenmenuett - 1936 : Stärker als Paragraphen | - 1936 : Familienparade - 1936 : Mädchenräuber - 1936 : Die Unbekannte - 1937 : Fridericus - 1937 : Le Démon de la danse - 1937 : Togger - 1937 : Andere Welt - 1937 : On a tué Sherlock Holmes - 1937 : Les Sept gifles - 1937 : Tango Notturno - 1938 : En fils de soie - 1938 : Peter spielt mit dem Feuer - 1938 : Rote Orchideen - 1938 : Schüsse in Kabine 7 - 1938 : Spiel im Sommerwind - 1938 : Steputat & Co. - 1938 : Anna Favetti - 1938 : Un soir d'escale - 1939 : Das Gewehr über - 1939 : Der Gouverneur - 1939 : Robert und Bertram - 1939 : Verdacht auf Ursula - 1939 : Wer küßt Madeleine? - 1939 : Heimatland - 1939 : Der Polizeifunk meldet - 1940 : Bismarck - 1940 : Le Prix du silence - 1940 : Leidenschaft - 1940 : Polterabend - 1940 : Was wird hier gespielt? - 1941 : Un crime stupéfiant - 1941 : Spähtrupp Hallgarten - 1942 : Die Entlassung - 1943 : Der unendliche Weg - 1944 : Opfergang - 1944 : Der Mann, dem man den Namen stahl - 1945 : Die Brüder Noltenius - 1945 : Via Mala - 1948 : Beate - 1950 : Mathilde Möhring - 1950 : Verlobte Leute - 1955 : Der gestiefelte Kater - 1955 : Rumpelstilzchen |

## Source de la traduction
- (de) Cet article est partiellement ou en totalité issu de l’article de Wikipédia en allemand intitulé « F. W. Schröder-Schrom » (voir la liste des auteurs).